# カザンカ川
カザンカ川（カザンカがわ、ロシア語: Каза́нка, ラテン文字表記: Kazanka）またはカザンス川（タタール語: Казансу, Qazansu）は、ロシア中央部のタタールスタン共和国を流れる河川であり、ヴォルガ川の左支流である。長さは142km、流域面積は2,600平方km。
カザンカ川はタタールスタン北西部のアルスク周辺（アルスキー地区のビレミ村付近）に発し、南西へ流れ、タタールスタンの首都カザンの市街地の北（カザン・クレムリンのすぐ下）でヴォルガ川に合流している。合流点付近のヴォルガ川は、巨大なダム湖・サマーラ湖（クイビシェフ湖）の一部となっており、カザンカ川の下流もサマーラ湖の一部になっている。

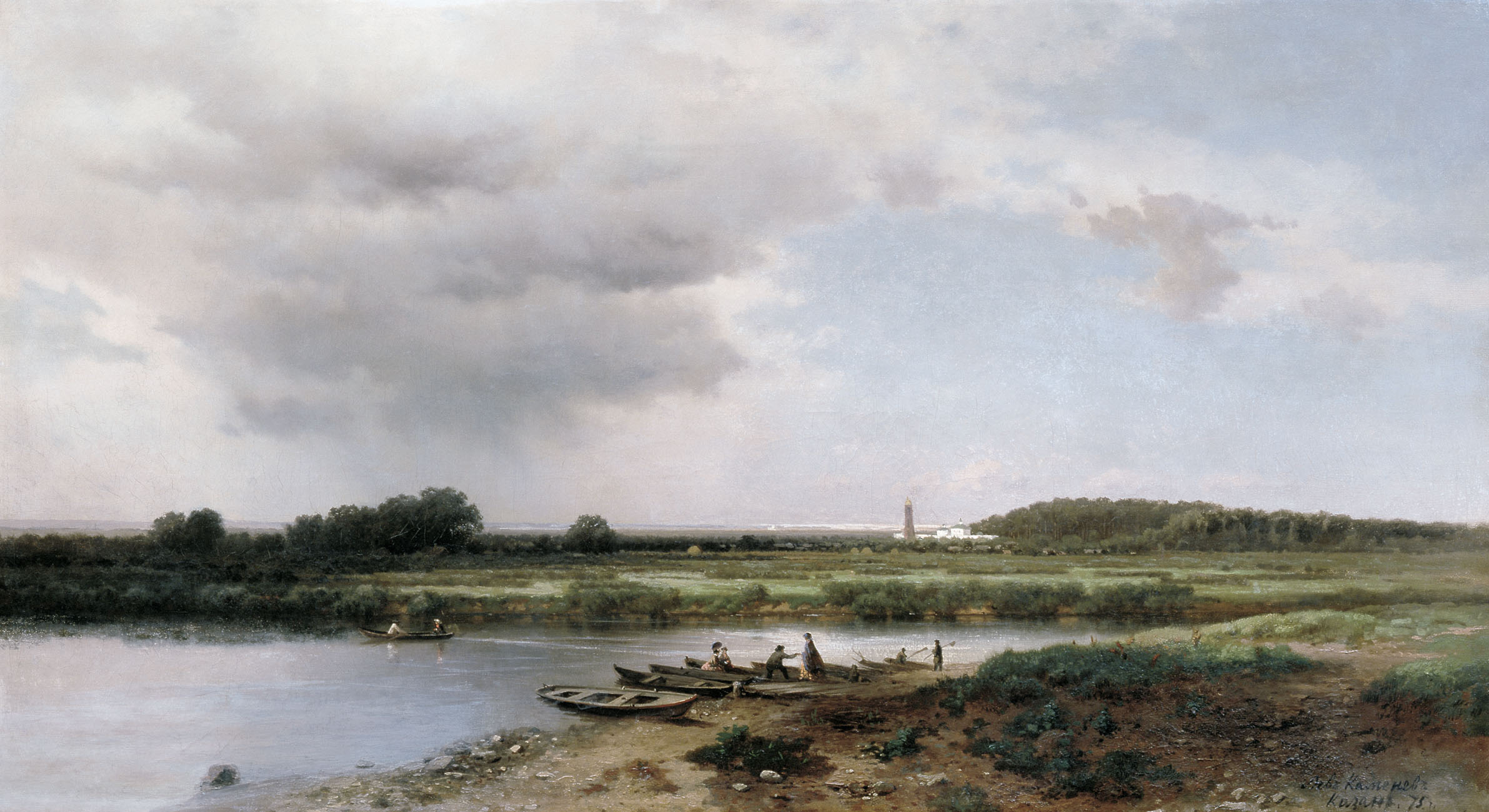
『カザンカ川の眺め』 レフ・カメネフ、1875年

カザンカ川流域の主な町にはアルスクおよびカザンがある。ロシア・ツァーリ国に併合される以前のタタール人の古い町であったイスケ・カザン（İske Qazan）の遺跡もカザンカ川沿いにある。主な支流はイヤ川、キスメス川、シミャコフカ川、スラ川など。
カザン市内を流れる運河・ボラク川（タタール語: Bolaq, Болак、ロシア語: ブラク川、Булак, Bulak）はカザンカ川へ注いでいたが、1957年のクイビシェフ・ダム完成により直接サマーラ湖へ注ぐようになっている。ダムによって形成されたカザンカ川の河口付近の広い部分を埋め立てて、新しいビジネス街を作る計画が2008年に発表されている。
カザンカ川はカザン市街を、クレムリのある南の旧市街と、ソ連時代に形成された北の新市街に分けている。市内には6つの橋が架かっているが、そのうち一番新しいものは、2005年に完成した長さ831mの斜張橋である。この橋はカザン建市1000年を記念してミレニアム橋と名付けられている。